# Kayhude
Kayhude là một đô thị ở huyện Segeberg, bang Schleswig-Holstein Segeberg, ở bang Schleswig-Holstein, Đức. Đô thị Kayhude có diện tích 5,25 km², dân số thời điểm ngày 31 tháng 12 năm 2006 là 1084 người.